# Николаевка (Михайловский район, Приморский край)
В Приморье в Партизанском районе есть пос. Николаевка.
Никола́евка — село в Михайловском районе Приморского края. Входит в состав Ивановского сельского поселения.

## География
Расположено на северных склонах хребта Пржевальского, на левом берегу реки Илистая. Абсолютная высота — 144 м над уровнем моря.
Село стоит на автодороге, отходящей на юг от автотрассы Осиновка — Рудная Пристань в селе Ивановка, расстояние до Ивановки 8 км, до районного центра Михайловка 49 км.
На юг от Николаевки идёт дорога к селу Отрадное и далее к селу Многоудобное Шкотовского района.

## История
Село Николаевка было основано в 1883 году переселенцами из Суражского уезда Черниговской губернии.

## Население
| 1900 | 1912 | 2002 | 2010 |
| ---- | ---- | ---- | ---- |
| 456  | ↗699 | ↗715 | ↘638 |

## Улицы
| - ул. Комсомольская, - ул. Ленинская, - ул. Луговая, | - ул. Первомайская, - ул. Пионерская. |